# Teatrul „Alexandru Davila” din Pitești

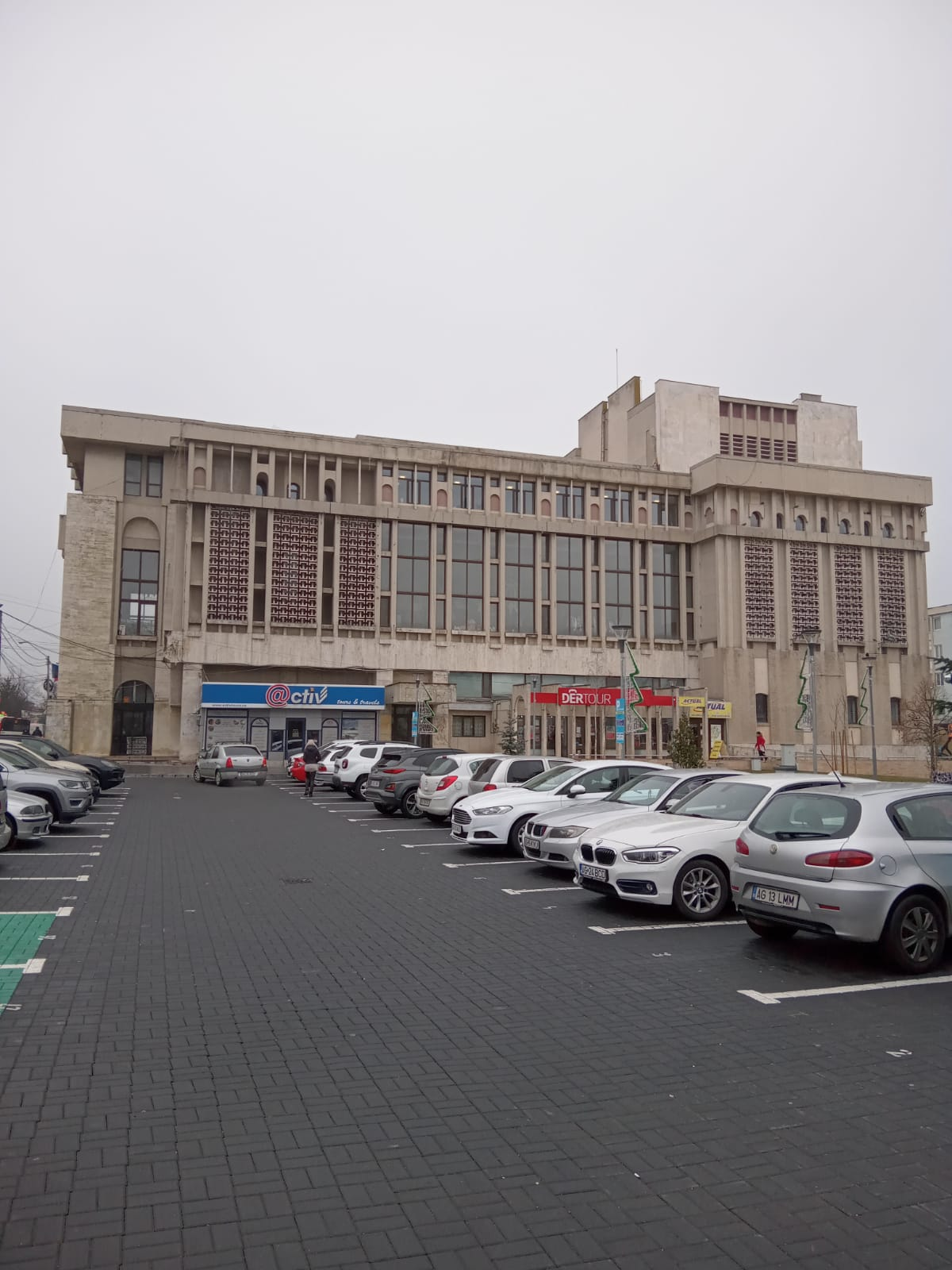
Teatrul "Alexandru Davila" Pitești

Teatrul "Alexandru Davila" este o instituție publică de cultură, aflată în subordinea Consiliului Județean Argeș.
Este un teatru profesionist, de repertoriu, cu personal angajat, având următoarele secții: Secția Dramă, Secția de Revistă și Secția pentru copii și tineret Așchiuță.
În prezent, managerul Teatrului Alexandru Davila Pitești este Dan TUDOR.

## Istoric
Orașul Pitești a luat naștere, sub pecetea domnitorului Mircea cel Bătrân, la 20 mai 1388, ca unul dintre cele mai vechi târguri, ca oraș prima mențiune apărând la 1510. Transformările de natură economică și culturală, pe care le-a avut de-a lungul secolelor, au influențat în mare măsură și evoluția teatrului. Încă din Evul mediu, s-au înființat școli, s-au zidit biserici, s-au construit clădiri în arhitectura tradițională a epocii.
În antichitate teatrul a fost vizibil în societate în special prin spectacolele jucate în amfiteatre sau la reședințele mai marilor zilei. Evul Mediu îl are în prim plan pe William Shakespeare, care a deschis noi orizonturi. Epoca modernă a început să capete contur prin dezvoltarea teatrelor ca instituții.
Teatrul în Argeș a început să capete ecou în secolul al XVIII-lea, prin spectacole gen de păpuși, reprezentațiile fiind susținute la curțile domnești și boierești.
Boierul iluminist Dinicu Golescu a fost printre primii care a susținut înființarea unui teatru, considerând că prin teatru se puteau arăta lucrurile bune și personajele pozitive din societate, având ca efect îndreptarea relelor societății. De altfel, Dinicu Golescu a căutat să înfăptuiască programul Societății literare, acela de a răspândi învățământul și de a înființa un Teatru Național.
O contribuție la dezvoltarea creației satirice din jurul anului revoluționar 1848, au avut-o pamfletele dramatice ale lui Iordache Golescu (fratele lui Dinicu Golescu) - Starea Țării Românești acum în zilele Măriei Sale lui Ioan Caragea-Voievod - 1818.
Activitatea celor doi frați Golești, Dinicu și Iordache venea în sprijinul promovării ideii de teatru românesc ce avea să critice decăderea moravurilor, luxul protipendadei grecești, sărăcirea poporului. Cele două personalități iluministe originare din Golești, prin scrierile și activitatea desfășurată, au determinat apariția teatrului pe meleagurile argeșene.
Dovezile documentare atestă faptul că teatrul de la Pitești s-a înființat în anul 1848, dar nu a fost o continuitate în timp. Inițial a fost formată o trupă de teatru  statornică, sub conducerea lui Constantin Halepliu (actor, regizor, autor dramatic, director de trupă, profesor), care a jucat un rol important în mișcarea teatrală de la Pitești mulți ani.
Revoluția de la 1848 a influențat istoria teatrului românesc. Revoluționarii, cărturarii au folosit teatrul ca mijloc de afirmare a ideilor lor, care au pregătit evenimentele, dar au atras și prigoana autorităților. După 1848, odată cu înfrângerea revoluției, au fost urmăriți și arestați câțiva actori, printre care și Halepliu, pentru că luaseră parte la evenimentele din 1848.
În noiembrie 1852, Departamentul Internelor i-a comunicat directorului teatrului din București că la Pitești s-a deschis un teatru sub supravegherea Cârmuirii din Argeș, avându-l ca director pe Ștefan Vlădescu. Fiind astfel oficializat teatrul din Pitești, pentru stagiunea 1852-1853 au fost aprobate 83 de piese și 23 au fost respinse de cenzură.
Începând din martie 1853 la conducerea teatrului din Pitești a fost A. N. Coculescu, iar trupa sa era formată din: C. Halepliu (subdirector, regizor și profesor), Ștefan Vlădeanu (fostul antreprenor), I. Hristescu, V. Hristescu, M. Albescu, Elena Albescu, Iordachi, doamna Ivolschi și sufleurul I. Brăileanu. Cheltuielile pentru achiziționarea pieselor în manuscris erau foarte mari, iar cele pentru întreținere și mai mari. În aceste condiții repertoriul avea de suferit, iar spectatorii erau nemulțumiți. Starea materială dificilă din acea perioadă a făcut ca locuitorii orașului să confecționeze decorurile și cortinele scenei. Teatrul din Pitești depindea de Comitetul teatral din București, dar din cauza activității greoaie și aprobărilor întârziate a pieselor, Nicolae Coculescu a insistat la Cârmuirea județului Argeș să înființeze un Comitet teatral local, care să aprobe piesele ce urmau a fi jucate. După înființarea Comitetului teatral local, acesta a aprobat la 24 martie 1853 Regulamentul de funcționare al teatrului, întocmit de N. Coculescu. Acesta era un regulament intern, care se referea la activitatea de pe scenă a trupei, existând deja un altul privind activitatea generală a teatrului.
Teatrul nu a avut un loc al său în toată această perioadă de la începuturile sale ca organizare a reprezentațiilor teatrale și a  unei trupe. Anul 1856 l-a găsit cu sala în care se defăsurau reprezentațiile, ocupată de trupele armatei austriece, cu școala lor de muzică ostășească. Sala era închiriată de la Nicolae Coculescu și avea nevoie de reparații după folosirea ei. Pentru eliberarea ei , directorul de atunci , Nicolae Beștelei a facut demersuri și la 12 martie 1856 a adresat Comisiei de cartiruire o cerere.
Perioada 1848-1859 este cea în care s-au pus bazele teatrului și s-a reușit conștientizarea spectatorilor piteșteni de avea un teatru propriu.
La 13 noiembrie 1869, în raportul primarului orașului Pitești  către Prefectura județului Argeș privind lucrările edilitare, se spunea despre o construcție specială pentru teatru , în Piața "Sf. Nicolae" (între piață și Grădina publică), lucrări care au fost abandonate la jumătate de către concesionar. Reprezentațiile din această perioadă se țineau într-un local numit "La Hârdău", o sală  de aproximativ 18 m lungime, unde se țineau întruniri politice și baluri mascate. Sala era situată în piață, în spatele bisericii "Sf. Gheorge". Proprietarul a construit în această sală și o scenă de 4/4 m pentru caraghioși (cum erau numiți actorii pe vremea aceea).
În anul 1870 se trece la reorganizarea teatrului românesc, printr-un nou Regulament de funcționare al teatrelor din București și provincie, iar în 1877 Regulamentul teatral este completat de o Lege a teatrelor. În anul 1883 încă nu se finalizase construcția teatrului din Pitești , iar în urma solicitărilor piteștenilor care doreau un teatru al lor, Primăria a hotărât de comun acord cu arhitectul, dărâmarea construcției care se degradase după mai mulți ani de stagnare, întrucât aceasta nu mai îndeplinea cerințele unui teatru. La data de 16 aprilie 1886, artistul Teodor Popescu, noul director al teatrului din Pitești a solicitat sprijin material Primăriei, pentru buna desfășurare a spectacolelor pe două stagiuni. Era începutul subvenției de care a beneficiat teatrul și în continuare.
În ciuda încercărilor nereușite de construire a unei săli de teatru, germanul Uklar a reușit să construiască pe proprietatea sa de pe Lascăr Catargiu, o sală pentru teatru pe la 1880. Multe trupe printre care și cea formată la Pitești veneau și susțineau spectacole aici. După anul 1890 "Sala Uklar" s-a numit "Universala Lehrer" care cuprindea teatru, operă, operetă, revistă până în anul 1912, când proprietarul Franz Lehrer a vândut-o, iar noul proprietar a transformat-o în fabrică de butoaie, renumită apoi timp de peste 70 de ani.
În 1905, în Pitești se afla și un teatru de varietăți, situat sub hotelul "Dacia". 
Panait Constantinescu, împreună cu actorul Ion Belian s-au asociat și au transformat sala de jos din clădirea Fostiropol de pe Strada Mare în sală de teatru pentru stagiunea de iarnă. Se juca de 4 ori pe săptămână, cu săli arhipline și cu 2 lei biletul. A urmat o nouă peregrinare în sala Secărescu, deoarece sălii Fostiropol i se dăduse o altă destinație. 
Toate aceste încercări de a avea un teatru propriu au determinat populația piteșteană să insiste pentru construirea unui teatru. În anii 1909-1910  Conciliul Comunal al orașului Pitești a luat în discuție ridicarea unei clădiri de teatru (și băi) pe strada principală. Din cauza neglijenței antreprenorului dar și a lipsei de fonduri, lucrările au durat 5 ani. Pentru a se încadra în bugetul disponibil, au fost făcute unele modificări la planul inițial, cu aprobarea arhitectului Clavel ( au fost tăiate din construcție coșurile, s-a redus înălțimea, a fost eliminată scena). 
La 21 februarie 1915, orele 11.00, a fost inaugurată sala de spectacole a Teatrului Comunal Pitești. A fost prezentată piesa "O noapte furtunoasă" de I.L. Caragiale, interpretată de actorii Teatrului Național din București. În aceeași clădire a funcționat și Baia orașului Pitești până în anul 1948.
Apărut în preajma primului război mondial, teatrul piteștean a început să ofere reprezentații mai ales după 1918. Clădirea ce abia fusese inaugurată a suferit pagube în acele vremuri de război, astfel că în decembrie 1918 ploua prin tavan, iar acoperișul amenința să cadă.
După ce clădirea Teatrului Comunal se degradase în timp, repetițiile ulterioare s-au desfășurat în fostul cinematograf "Aquila", devenit ulterior "Modern" - "Sebastian Papaiani". Între timp, piteștenii au participat la refacerea Teatrului Comunal prin muncă voluntară, iar noul teatru format poartă numele de Teatrul Muncitoresc din Pitești, fiind inaugurat la 6 martie 1948 în clădirea cinematografului "Aquila" de pe strada Victoriei (Strada Mare).
La 1 ianuarie 1949, Teatrul Muncitoresc din Pitești a fost preluat de Centrala Teatrului Poporului, prin Ordinul nr. 639-1949 al Ministerului Artelor și Informațiilor, iar la 1 februarie același an, l-a transformat în Teatrul de Stat, cu sediul permanent în Pitești, deservind județele Argeș, Muscel, Olt și Teleorman. Acesta a primit  și o subvenție de la minister și a fost primul teatru profesionist cu angajați (19 actori și 9 angajați la serviciile tehnic și administrativ). 
Prin Decretul 199/1949 s-a înființat și secția de păpuși, care din 1 ianuarie 1950 a devenit instituție de stat, cu subvenție acordată de Ministerul Artelor și care s-a numit ulterior "Așchiuță". Directorul de atunci al Teatrului de Stat era Victor Handoca. 
În iulie 1952 s-a dat în folosință Grădina (Teatrul) de Vară, cu o capacitate de 600 de locuri. 
Deși prezenta spectacole de calitate și apreciate de public, Teatrul de Stat din Pitești se confrunta cu probleme în privința spațiului, nu avea o sală de repetiții, el funcționând în aceeași clădire cu cinematograful. Ca urmare, s-a trecut la refacerea, consolidarea și modernizarea Teatrului Comunal pentru buna desfășurare a spectacolelor de teatru. La 24 noiembrie 1955, teatrul piteștean a revenit în localul reabilitat al Teatrului Comunal. Festivitatea de inaugurare a noului loc al teatrului s-a încheiat cu reprezentarea în premieră a piesei "Boieri și țărani", de Alexandru Sever, în regia lui Constantin Dinischiotu.   
În martie 1958, Teatrul de Stat din Pitești a primit numele dramaturgului Alexandru Davila, descendent al boierilor Golești. La inițiativa unui grup de actori, în frunte cu Constantin Zărnescu și Mircea Rătescu , s-a înființat în noiembrie 1958, Secția de estradă a Teatrului "Alexandru Davila", o realizare a dorințelor publicului piteștean de a avea și un teatru muzical. Certificatul de înregistrare nr. 62 / 22.01.1960 transmis de Ministerul Învățământului și Culturii atestă existența și înregistrarea Teatrului de Stat "Al. Davila" din Pitești cu următoarele elemente: genul instituției - Teatrul dramatic cu secția de estradă și păpuși, sediul fiind în Pitești, str. Victoriei, nr. 101, sala din str. D-na Bălașa nr. 19 și Grădina din str. Justiției nr. 2. Instituția a fost subordonată inițial Sfatului Popular Regional Pitești.
La 23 august 1958, Teatrul de Vară (Grădina) a fost reamenajat și redat publicului și spectacolelor.
În anul 1970 a apărut o nouă secție, "Doina Argeșului", secție de folclor. Din anul 2009, secția "Doina Argeșului" a trecut în componența Centrului Județean al Creației Populare Argeș.
La 13 mai 1975 a fost inaugurat Studioul 125 (astăzi "Liviu Ciulei"), o sală studio pentru spectacole mai mici. Schițele acestui studio teatral au fost realizate de arhitectul Liviu Ciulei.

## Activitate teatrală
Pe scena teatrului piteștean au fost prezentate piese atât din dramaturgia românească, cât și din dramaturgia universală. În primele stagiuni au predominat piesele autorilor ruși (până în anul 1955, circa 60% dintre premiere).
După primul război mondial s-au reluat reprezentațiile teatrale. La 22 septembrie 1918, Constantin Niculescu a dat reprezentații pentru orfanii de război.. La 1 decembrie 1922, muzicianul George Enescu a prezentat un concert de vioară, fiind acompaniat la pian de Theodor Fucks, apărând rând pe rând pe scena teatrului multe nume de seamă.
Teatrul Comunal Pitești a găzduit atât reprezentații teatrale și activități culturale, cât și activități politice precum întâlniri electorale (16 februarie 1930) și manifestații antirăzboinice (1933). La 31 decembrie 1947, la Teatrul Comunal Pitești s-a desfășurat un miting pentru Proclamarea Republicii Populare Române.
În perioada 1968-1980, din cele 91 de premiere , 69 au fost piese românești ( deci circa 67%). Între 1990-1998, 41% dintre piesele puse în scenă au fost din dramaturgia românească.
În perioada 1997-2013 s-au pus în scenă 92 de premiere, 46 din dramaturgia românească și 46 din cea universală.
Dramaturgia românească a fost reprezentată la Teatrul "Alexandru Davila" prin clasicii: I.L. Caragiale, Vasile Alecsandri, Tudor Mușatescu, Alexandru Kirițescu, Alexandru Davila; prin cunoscuții dramaturgi: Aurel Baranga, Mihail Sebastian, Mircea Ștefănescu, Horia Lovinescu, Victor Ion Popa, Paul Everac, Tudor Popescu, Eugen Ionescu, Dan Tărchilă, Dumitru Solomon; dar și dramaturgi contemporani: Matei Vișniec, Horia Gârbea, Puși Dinulescu, Geo Iancu Călinescu, Marin Ioniță, Cornel Udrea, Doru Moțoc.
Din dramaturgia universală au fost puse în scenă piese semnate de: W. Shakespeare, A. P. Cehov, Bertold Brecht, Carlo Goldoni, Moliere, Henri Ibsen, Luigi Pirandello, Sofocle, Machiavelli, W. Saroyan, Lope de Vega, N. Gogol. Jean Paul Sartre, George Bernard Show, Scribe, Schiller, Arthur Miller, Branislav Nusic, Oscar Wilde, Labiche, Mrozek, Peter Scheffer, August Strindberg, Alexandr Galin, Paul Zindel, Jenifer Johnstone, Michel Tremblay, William Mastrosimone, Pierre Chesnot, Dragan Jakovljevic, Paul Meade, Nina Mazur, Ingrid Lindgren, Carlo Gozzi, Georges Feydeau, Eugene O'Neill, Richard Letendre și, chiar din Orientul Îndepărtat Mihura Tao-Jui.
În premieră pe țară au fost montate la Teatrul "Alexandru Davila" piese ale dramaturgilor: Paul Meade (Irlanda), Alexandr Galin (Rusia), Jenifer Johnstone (Scoția), Dusan Kovacevic (Serbia), Nina Mazun (Elveția), Ingrid Lindgren (Danemarca).
Dacă în trecut spectacolele se jucau în amfiteatre, unele săli improvizate, sau chiar la unele reședințe, în timp teatrul a avut transformări, care au făcut ca în zilele noastre să existe în orașul Pitești un teatru profesionist, de repertoriu, cu personal angajat.